# Llista d'autopistes i autovies de Catalunya
La xarxa de transport de vies de calçades separades a Catalunya es divideix en autopistes i autovies. Les primeres són generalment de concessió i de peatge, mentre que les segones són gratuïtes i estan mantingudes per la Generalitat de Catalunya o el Ministeri de Foment d'Espanya.

## Autopistes i autovies estatals
Les autopistes i autovies següents, anomenades vies de gran capacitat, són part de la Xarxa de Carreteres de l'estat (XCE), en castellà Red de Carreteras del Estado (RCE), gestionada pel Govern d'Espanya, concretament pel Ministeri de Foment o, en el cas de les autopistes de peatge, per l'empresa concessionària, d'acord amb el contracte firmat.
| Identificador | Longitud (km) ** | Denominació               | Itinerari |
| ------------- | ---------------- | ------------------------- | --- |
| A-2           | 179              | Autovia del Nord-est      | Madrid-Guadalajara-Saragossa-*-Fraga-Lleida-Tàrrega-Barcelona-*-Maçanet de la Selva-Girona-Vilademuls-*-La Jonquera        |
| AP-2 E-90     | 132              | Autopista del Nord-est    | Alfajarín-Fraga-Lleida-El Vendrell, El Papiol-Molins de Rei                                                                |
| A-7           | 53               | Autovia del Mediterrani   | Algesires-Màlaga-Motril-Almería-Múrcia-Alacant-Alcoi-Silla-La Pobla Tornesa-*-L'Hospitalet de l'Infant-Tarragona-Altafulla |
| AP-7 E-15     | 344              | Autopista del Mediterrani | La Jonquera-Girona-Barcelona-Tarragona-Ulldecona-Puçol, Silla-Alacant, Crevillent-Cartagena-Vera, Màlaga-Guadiaro          |
| A-14          | 16,2             | Autovia de la Ribagorça   | Lleida-Almenar-*-Vielha |
| A-22          | 18,8             | Autovia Osca-Lleida       | Lleida-Montsó-Barbastre-Osca                                                                                               |
| A-26          | 20               | Autovia de l'Eix Pirinenc | Llançà-*-Figueres-*-Besalú-Olot                                                                                            |
| A-27          | 22,3             | Autovia Tarragona-Lleida  | Tarragona-Valls-*-Montblanc-*-Lleida                                                                                       |
| TOTAL         | 785,3            |                           | |

(*: tram en construcció o projecte)
(**: km d'autovia o autopista en servei a 2 de desembre de 2017, en territori català)

## Autopistes i autovies de titularitat autonòmica
Les autopistes i autovies autonòmiques són carreteres amb titularitat i gestió de Catalunya. Normalment, es tracta de vies amb un trajecte especialment important pel transport terrestre de Catalunya, i no tant per la xarxa estatal, gestionada aquesta per l'estat. Una infraestructura d'aquest tipus suposa un gran esforç econòmic per part de l'administració autonòmica, per la qual cosa normalment es realitza en casos de necessitat o quan la Generalitat de Catalunya no ho prevegi en el seu Pla de Transports de torn. En total, les autopistes i autovies autonòmiques de Catalunya també ajuden a fomentar el transport per aquesta comunitat autònoma.
| Identificador | Identificador | Longitud (km) *** | Denominació                                                           | Itinerari |
| ------------- | ------------- | ----------------- | --------------------------------------------------------------------- | --- |
| **            | C-16 E-9      | 97                | C-16, E-9, Eix del Llobregat                                          | Barcelona-Terrassa-Manresa-Berga-*-Puigcerdà                                                                           |
|               | C-17          | 95                | C-17, Eix del Congost                                                 | Barcelona-Granollers-Vic-Ripoll                                                                                        |
|               | C-25          | 154               | C-25, Eix Transversal                                                 | A-2-Calaf-Manresa-Vic-Caldes de Malavella                                                                              |
|               | C-31          | 50                | C-31                                                                  | El Vendrell-*-Castelldefels-L'Hospitalet de Llobregat, Barcelona-Montgat, Santa Cristina d'Aro-Platja d'Aro-*-Figueres |
| ****          | C-32          | 109               | C-32, Corredor del Mediterrani, Autopista Pau Casals (només tram sud) | El Vendrell-L'Hospitalet de Llobregat, Montgat-Blanes                                                                  |
|               | C-33          | 14                | C-33 (accés a Barcelona des de l'autopista AP-7)                      | Montmeló - Barcelona                                                                                                   |
|               | C-35          | 15,3              | C-35                                                                  | Cardedeu-*-Maçanet de la Selva-Llagostera                                                                              |
|               | C-58          | 21                | C-58, Autopista del Vallès                                            | Barcelona-Terrassa |
|               | C-59          | 3                 | C-59                                                                  | Mollet del Vallès-Santa Perpètua de Mogoda-*-Moià-*-Santa Maria d'Oló                                                  |
|               | C-60          | 10                | C-60, Autopista de la Roca                                            | Mataró - La Roca del Vallès                                                                                            |
|               | C-65          | 6                 | C-65                                                                  | Girona-*-Llagostera-Santa Cristina d'Aro-*-Sant Feliu de Guíxols                                                       |
|               | C-66          | 8                 | C-66                                                                  | Palafrugell-*-Sarrià de Ter-Mata-*-Besalú                                                                              |
|               | TOTAL         | 582,3             |                                                                       | |

(* : trams d'una sola calçada)

(** : la C-16 té dos trams de peatge explícit Barcelona - Manresa i el Túnel del Cadí i un tram de peatge a l'ombra Manresa a Túnel del Cadí)

(*** : km d'autovia, autopista o carretera de doble calçada en servei, a 2 de desembre de 2017)

(****: només el tram sud, és a dir, la de la Costa del Garraf)

## Autopistes i autovies d'entorn urbà
Són autopistes o autovies que fan el seu recorregut pròxim a una ciutat; el nom de l'autopista o autovia agafa les inicials del nom de la ciutat, com ara la LL-11 i LL-12 de Lleida. Totes les vies són de titularitat estatal, excepte les que tenen el prefix C-, que són competència de la Generalitat.
| Ciutat    | Identificador | Longitud (km) ** | Denominació                  | Itinerari                                    |
| --------- | ------------- | ---------------- | ---------------------------- | -------------------------------------------- |
| Barcelona | B-10          | 21               | Ronda Litoral                | Sant Joan Despí-Nus de la Trinitat           |
| Barcelona | B-20          | 25               | Ronda de Dalt                | El Prat de Llobregat-Montgat                 |
| Barcelona | B-23          | 15,5             | Autovia d'accés a Barcelona  | El Papiol - Barcelona (Av. Diagonal)         |
| Barcelona | B-24          | 6,4              | Autovia d'accés a Barcelona  | Pallejà-Vallirana                            |
| Barcelona | B-30          | 11               | Laterals autopista AP-7      | Sant Cugat del Vallès-Barberà del Vallès     |
| Barcelona | B-40          | 7                | Autovia orbital de Barcelona | Abrera-*-Viladecavalls-Terrassa-*-Granollers |
| Barcelona | C-32B         | 3                | -                            | Accés a la T1 de l'Aeroport                  |
| Lleida    | LL-11         | 5                | Accés Est a Lleida           | Els Alamús-Lleida                            |
| Lleida    | LL-12         | 6                | Accés Sud a Lleida           | AP-2-Lleida                                  |
| Tarragona | T-11          | 17               | -                            | Reus-Tarragona                               |
| Tarragona | C-31B         | 6                | Autovia Tarragona - Salou    | Tarragona-Salou                              |
| Mataró    | C-31D         | 3                | Ramal d'accés Mataró Sud     | Cabrera de Mar - Mataró                      |
| TOTAL     |               | 112              |                              |                                              |

(*: tram en construcció o projecte)
(**: km d'autovia o carretera de doble calçada en servei, a 2 de desembre de 2017)